# Poliopastea coelebs
Poliopastea coelebs är en fjärilsart som beskrevs av Felix Bryk 1953. Poliopastea coelebs ingår i släktet Poliopastea och familjen björnspinnare. Inga underarter finns listade i Catalogue of Life.